# يوم غراوندهوغ

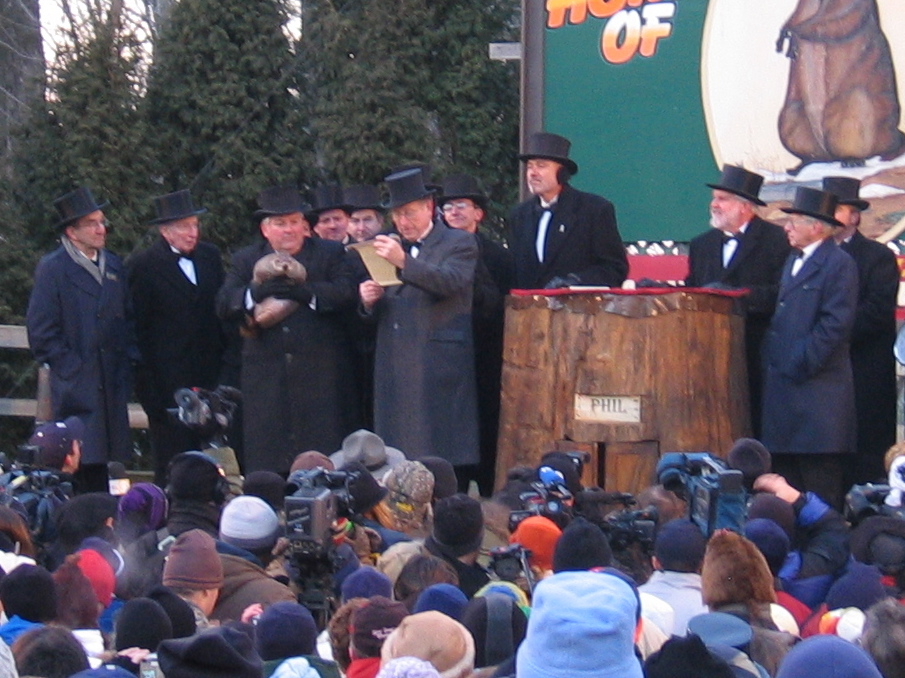
احتفال بعيد فأر الأرض

عيد فأر الأرض (بالإنجليزية: Groundhog Day)‏ هو عيد سنوي يحتفل به في 2 فبراير في الولايات المتحدة وكندا. وفقا لما جاء في المترددات الشعبية، فان الفأر يخرج من جحره في هذا اليوم. إذا كانت السماء مكفهرة ولم يشاهد الفار ظله على الأرض، فهذا يعني انه سيغادر جحره ولن يعود إليه وهذه علامة على انطواء صفحة فصل الشتاء. اما إذا ظل الطقس صاحيا خاليا من الغيوم، وشاهد الفأر ظله، فهذا يعني انه سوف يخاف من ظله ويلازم جحره لستة اسابيع اضافية، وهذا علامة على أن فصل الشتاء سيبقى مدة ستة اسابيع.
تجري الاحتفالات بهذا العيد عادة في الصباح الباكر وتجري فيه مراقبة خروج فأر الأرض من مخبأه. ويتم تناول الأطعمة وإلقاء الخطب، والعروض المسرحية.

## التاريخ

### الأصول
كان بنسلفانيا الهولنديون مهاجرين من المناطق الناطقة باللغة الجرمانية في أوروبا. كان لدى الألمان بالفعل تقليد بمناسبة عيد الشموع (2 فبراير) باسم «يوم بادجر» (داشستاغ)، حيث إذا وجد الغرير أنه يوم مشمس وبالتالي يلقي بظلاله، فإنه ينذر بإطالة فصل الشتاء لمدة أربعة أسابيع أخرى.

#### ألمانيا
عيد الشموع هو مهرجان كاثوليكي في المقام الأول ولكنه معروف أيضًا في الكنائس البروتستانتية (اللوثرية) الألمانية. في الدين الشعبي، لا تزال العديد من التقاليد والخرافات مرتبطة بالعطلة، على الرغم من أن المصلحين البروتستانت في القرن السادس عشر لم يشجعهم.  وتجدر الإشارة إلى أن العديد من التقاليد المشابهة لعادات الطقس تستخدم طقس الشموع للتنبؤ ببدء الربيع.
عادة ما كان الحيوان الذي يتنبأ بالطقس على عيد تطهير مريم العذراء هو الغرير، على الرغم من أن الحيوان على المستوى الإقليمي كان الدب أو الثعلب.  كان الحيوان الأصلي الذي يتنبأ بالطقس في ألمانيا هو الدب، وهو حيوان ثديي آخر في فترة السبات، ولكن عندما أصبحت نادرة، تغيرت التقاليد.
تمت ملاحظة التشابه مع تقاليد جرذ الأرض للصيغة الألمانية " Sonnt sich der Dachs in der Lichtmeßwoche، so geht er auf vier Wochen wieder zu Loche " (إذا كانت حمامات الشمس الغرير خلال أسبوع عيد تطهير مريم العذراء، لمدة أربعة أسابيع أخرى سيعود جحره).  تم العثور على اختلاف بسيط في مجموعة من تقاليد الطقس (bauernregeln، مضاءة «قواعد المزارعين») المطبوعة في النمسا عام 1823.

#### جرذ الأرض مثل الغرير
لذا، حافظ بنسلفانيا على التقليد الذي اتبعه الألمان في يوم جرذ الأرض، باستثناء أن فترة الشتاء ستمتد لستة أسابيع بدلاً من أربعة أسابيع.  في ألمانيا، كان الحيوان داش أو غرير. لولاية بنسلفانيا الهولندية، أصبح دوكس التي في ديتش أشار إلى «جرذ الأرض».
كان المصطلح القياسي لـ «جرذ الأرض» هو جرونداكس (من ألمانيا داش)، مع المتغير الإقليمي في مقاطعة يورك هو جروندسو، وهي ترجمة مباشرة للاسم الإنجليزي، وفقًا لكتاب عن اللهجة في القرن التاسع عشر.  الشكل كان متغيرًا إقليميًا وفقًا لمصدر من القرن التاسع عشر.  ومع ذلك، فإن خرافة الطقس التي تبدأ " دير زويت هارنينج هي جراندسو داك.(" الثاني من فبراير هو يوم جرذ الأرض. إذا رأى جرذ الأرض ظلها...) " تم تقديمه كمشترك في جميع المقاطعات الـ 14 في دولة بنسلفانيا الهولندية، في دراسة عام 1915.

في مجموعة توماس أر. بريندل للفولكلور الألماني في ولاية بنسلفانيا، احتفظ برندل بالتقاليد التالية من لهجة بنسلفانيا الألمانية المحلية:
Wann der Dachas sei Schadde seht im Lichtmess Marye، dann geht er widder in's Loch un beleibt noch sechs Woche drin. Wann Ilchtmess Marye Awwer Dryeb هو dann bleibt der dachs haus un's watt noch enanner Friehyaahr. (عندما يرى جرذ الأرض ظله في صباح يوم 2 فبراير، سوف يذهب مرة أخرى إلى جحره ويبقى هناك لمدة ستة أسابيع. ولكن إذا كان صباح 2 فبراير ملبدًا بالغيوم، فسيظل جرذ الأرض في الخارج وسيكون هناك ربيع آخر.) 
تم استخدام نموذج غروندسو من قبل النزل في ألينتاون وأماكن أخرى.  سجل برندل أيضًا اسم «جراندسوداج» (يوم جرذ الأرض في مقاطعة لبنان) و «داكسداج» (يوم جرذ الأرض في مقاطعة نورثهامبتون).
يناقش فيكتور هوغو في «البؤساء» (1864) اليوم على النحو التالي:
"... كان ذلك في الثاني من شباط (فبراير)، ذلك اليوم الشمعداني القديم الذي ألهمت ماثيو لينسبيرغ، بشمسه الغادرة، التي كانت نذير ستة أسابيع من البرودة، بالسطرين، اللذين أصبحا بجدارة كلاسيكيتين:
"Qu'il luise ou qu'il luiserne، L'ours rentre en sa caverne."
(دعه يلمع أو اتركه يلمع، يعود الدب إلى كهفه.) "
- هوغو، فيكتور. «البؤساء.» عبر. فاهنستوك وماكافي، بناءً على ويلبور. كلاسيكيات سيجنيت، نيويورك، 1987. ص. 725.

#### الجرذ الدب
كان جرذ الأرض معروفًا أيضًا بالاسم اللاتيني القديم أركتوميتز موناكس. يشير اسم الجنس إلى «الجرذ الدب».  و الغرير الأوروبي هو من نفس جنس وكان يسمى سابقا أركتوميتز أ. تم التكهن بأن النظير الأوروبي ربما يكون لديه تقاليد مشابهة لجرذ الأرض المرتبط به.

#### أبسط الشموع الموروثة
كانت النسخة الألمانية، مع إدخال الغرير (أو الوحوش الأخرى) امتدادًا لتقليد أكثر بساطة مفاده أنه إذا كان الطقس مشمسًا وصافيًا في عيد الشموع، توقع الناس استمرار الشتاء.  تتلخص في صيغة أبسط الإنكليزية الذي يدير «إذا تطهير مريم العذراء غير عادلة وواضحة / سوف يكون هناك توا الشتاء في السنة»،  مع العبارات المماثلة في الفرنسية والألمانية.  وقد تم اقتراح وجود مقطع لاتيني مماثل كدليل على العصور القديمة العظيمة لهذا التقليد.
في الواقع، كان عيد الشموع المسيحيين بحد ذاته تشابهًا للطقوس الرومانية للإلهة فيبروا في موكب يوم 2 فبراير لتكريمها، وفقًا لما ذكره يودر. التقويم الروماني، بدوره، كان له أصول سلتيك. ويتفق تطهير مريم العذراء مع إمبولك، واحدة من "سلتيك أيام الربع عبر، خلال الأيام الأربعة التي ميزت نقاط المنتصف بين الانقلاب والاعتدال.

#### التقويمات البريطانية والغيلية
أكد الباحث ريس كاربنتر عام 1946 أن تقليد يوم بادجر كان قوياً في ألمانيا، لكنه غائب في الجزر البريطانية، وأشار إلى هذا على أنه سبب لعدم إحضار يوم جرذ الأرض الأمريكي من قبل المهاجرين من هذه الأماكن.
كان هناك اعتقاد بين الروم الكاثوليك في بريطانيا بأن القنفذ تنبأ بطول الشتاء، أو هكذا زُعم، ولكن دون إظهار عمره، في منشور للصحفي الأمريكي المولود في اسكتلندا توماس سي ماكميلان في عام 1886،  وكتاب الكاتب / الصحفي الأمريكي صموئيل أدامز دريك نُشر عام 1900.

في التقويم الغالي لأيرلندا واسكتلندا وجزيرة مان، فإن يوم بريجيد (1 فبراير) هو يوم للتنبؤ بالطقس.  أثناء وجوده في اسكتلندا الحيوان الذي يبشر بالربيع في هذا اليوم هو ثعبان،  وفي جزيرة مان طائر كبير،  في إيرلندا يسجل عالم الفولكلور كيفين داناهر تقاليد القنافذ التي لوحظت لهذا الغرض فأل:
في التقليد الشعبي الأيرلندي، يعتبر عيد القديس بريغيد، الأول من فبراير، أول أيام الربيع، وبالتالي عام المزارع.... كانت رؤية القنفذ علامة جيدة للطقس، لأن القنفذ يخرج من الحفرة التي قضى فيها الشتاء، وينظر على وشك الحكم على الطقس، ويعود إلى جحره إذا استمر سوء الأحوال الجوية. إذا ظل بالخارج، فهذا يعني أنه يعلم أن الطقس المعتدل قادم. 
و جرذ الأرض (مارموتا موناكس) هو سبات القوارض من أسرة سكيوريداي، الذين ينتمون إلى مجموعة السناجب البرية.

### الولايات المتحدة الأمريكية
حدث الاحتفال بيوم جرذ الأرض في الولايات المتحدة لأول مرة في المجتمعات الألمانية في ولاية بنسلفانيا، وفقًا للسجلات المعروفة. أول ذكر ليوم جرذ الأرض هو إدخال في 2 فبراير 1840، في يوميات جيمس إل موريس من مورغانتاون، في ولاية بنسلفانيا الهولندية، وفقًا لكتاب حول هذا الموضوع بقلم دون يودر. كان هذا جيبًا ويلزيًا لكن كاتب اليوميات كان يعلق على جيرانه الذين كانوا من أصل ألماني.

#### بدايات بونكسوتاوناي
يمكن القول إن أول خبر تم الإبلاغ عنه عن الاحتفال بيوم جرذ الأرض كان من قبل صحيفة بونكسوتاوناي سبيريت في بونكسوتاوني، بنسلفانيا، في عام 1886:  «حتى وقت الذهاب إلى المطبعة، لم ير الوحش ظلها». ومع ذلك، لم يكن هناك حتى العام التالي في عام 1887 حيث تم الاحتفال بيوم جرذ الأرض الأول الذي يعتبر «رسميًا» هناك،  مع مجموعة تقوم برحلة إلى جزء جلوبر كنوب من المدينة للتشاور مع جرذ الأرض. يجتمع الناس سنويًا في مكان الحدث منذ ذلك الحين.
كليمر فريس (1867-1942)  الذي كان محرر المدينة في الروح بونكسوتاوناي سبيريت يعود الفضل باسم «الأب» الذي تصور فكرة «يوم جرذ الأرض».  كما تم اقتراح أن بونكسوتاوني كانت المكان الذي نشأت فيه جميع أحداث يوم جرذ الأرض، حيث انتشرت إلى أجزاء أخرى من الولايات المتحدة وكندا.
تم تنفيذ احتفالات يوم جرذ الأرض في ثمانينيات القرن التاسع عشر بواسطة بونكسوتاوناي أك لودج. كان أعضاء النزل «نشأة» نادي جرذ الأرض الذي تشكل لاحقًا، والذي استمر في تقليد يوم جرذ الأرض. لكن النزل بدأ يهتم بجرذ الأرض كحيوان لعبة للطعام. لقد بدأ في خدمة جرذ الأرض في النزل، وكان ينظم حفلة صيد في يوم واحد كل عام في أواخر الصيف.
التسلسل الزمني المعطى غير متسق إلى حد ما في الأدبيات. نُظم أول «نزهة جرذ الأرض» في عام 1887 وفقًا لكتاب للقراءة الشعبية من قبل أكاديمي،  ولكن تم تقديمه في مجلة ما بعد عام 1889 بواسطة مؤرخ محلي. يذكر المؤرخ أنه في حوالي عام 1889 تم تقديم اللحم في مأدبة النزل، وبدأت عملية الصيد المنظم بعد ذلك.
في كلتا الحالتين، تم تشكيل نادي بونكسوتاوناي غراوندهوج في عام 1899، واستمر في الصيد و «عيد جرذ الأرض»، الذي كان يُقام سنويًا في سبتمبر.  أصبح جزء «الصيد» منه إجراءً شكليًا بشكل متزايد، لأن الشراء العملي للحوم يجب أن يحدث في وقت مبكر جدًا من أجل تتبيله. كما تم تقديم مشروب يسمى «جرذ الأرض».  وصفت النكهة بأنها «خليط بين لحم الخنزير والدجاج». لم تجذب الصيد والعيد اهتمامًا خارجيًا كافيًا، وتوقفت الممارسة.
لم يتم تسمية جرذ الأرض فيل حتى عام 1961، ربما كإشارة غير مباشرة إلى الأمير فيليب، دوق إدنبرة.

#### اليوم فيبونكسوتاوناي
يقام أكبر احتفال بيوم جرذ الأرض في بونكسوتاوناي، بنسلفانيا، حيث تتجمع حشود كبيرة تصل إلى 40000 كل عام  (ما يقرب من ثمانية أضعاف عدد سكان المدينة على مدار العام).  كان متوسط السحب حوالي 2000 حتى عرض فيلم جرذ الأرض عام 1993، والذي تم تحديده في الاحتفالات في بونكسوتاوني، وبعد ذلك ارتفع الحضور إلى حوالي 10000.  يُظهِر المسؤول فيل بأنه كبير المعمرين، كونه نفس الوحش المتنبئ منذ عام 1887.
في عام 2019، العام 133 من التقليد، تم استدعاء جرذ الأرض للخروج في الساعة 7:25 صباحًا في 2 فبراير، لكنه لم ير ظلها.  انتظر معجبو بونكسوتاوناي فيل وصوله بدءًا من الساعة 6:00 صباحًا، وذلك بفضل البث المباشر المقدم من فيسيت بنسلفانيا. كان البث المباشر تقليدًا على مدار السنوات العديدة الماضية، حيث سمح لعدد أكبر من الأشخاص أكثر من أي وقت مضى بمشاهدة عالم الأرصاد الجوية.
سيكون عام 2021 هو رقم 135، وللمرة الأولى، سيرتدي فيل قناعًا، مثل جميع أعضاء اينر سيركل. سيقام الحفل خلف أبواب مغلقة، حيث لا يُسمح للمشجعين بالحضور. بسبب وباء كوفيد-19، سيكون جميع الأعضاء بعيدين اجتماعيًا.

## مواقع أخرى

### الولايات المتحدة الأمريكية
أقام ذا سلامبيرينج غراوندهوغ لودج (نوم جرذ الأرض لودج)، الذي تم تشكيله في عام 1907، الاحتفالات التي تقام في كاريفيل، بنسلفانيا.  اعتادت أن تكون منافسًا منافسًا لبونكسوتاوني على شهرة يوم جرذ الأرض. توظف عينة تحنيط (حطاب محشو).
في جنوب شرق ولاية بنسلفانيا، تحتفل غراوندهوج لودج (جروندسو لودج) بالعطلة مع فيرسوملينج،  المناسبات الاجتماعية التي يتم فيها تقديم الطعام، وإلقاء الخطب، ويتم أداء مسرحية أو مسرحية واحدة أو أكثر من أجل الترفيه. لهجة ولاية بنسلفانيا الألمانية هي اللغة الوحيدة تحدث في هذا الحدث، وأولئك الذين يتحدثون الإنجليزية دفع غرامة، وعادة في شكل النيكل، الدايم، أو الربع للكلمة المنطوقة، مع وضع المال في وعاء في وسط الطاولة.
في ميلتاون، نيو جيرسي، توقع ميلتاون ميل الطقس في اميريكان ليجون في حفل الصباح الباكر، لقد حظي الحدث باهتمام كبير وكل عام ينمو بشكل أكبر وأكبر. خلال أيام الأسبوع، غالبًا ما يحضر الناس قبل المدرسة أو العمل. يتم التبرع بالقهوة والكعك من قبل راعي الحدث دار جنازة برونسون وجوثلين. يقيم ميل على مدار السنة في منزل الجنازة. لديها منطقة خارجية بالإضافة إلى قفص داخلي يتم التحكم في المناخ. تتم رعايتها من قبل مالك برونسن وأحد مساعديه، وهو متطوع إي أم تي مع فرقة الإنقاذ المحلية.
في الغرب الأوسط، سن براري، ويسكونسن، هي التي نصبت نفسها «عاصمة جرذ الأرض في العالم».  هذا العنوان مأخوذ ردًا على مقال صحيفة بونكسوتاوناي سبيرت لعام 1952 الذي يصف سن براري بأنه «قرية بقرة نائية مدفونة في مكان ما في البرية...»  في عام 2015، عض جيمي جرذ الأرض أذن العمدة جون فريوند  وسرعان ما انتشرت القصة في جميع أنحاء العالم.في اليوم التالي، برأ إعلان عمدة جيمي الحادي عشر من ارتكاب أي مخالفة.
باكاي تشاك، جرذ الأرض الرسمي لولاية أوهايو، هو واحد من اثنين من التنبؤات بالطقس. يقيم في ماريون، أوهايو.
ستاتن آيلاند تشاك هو طائر الحطاب الرسمي للتنبؤ بالطقس في مدينة نيويورك.  دنكيرك دايف (اسم مسرحي للعديد من جرذ الأرض الذين شغلوا هذا الدور منذ عام 1960) هو جرذ الأرض المحلي لغرب نيويورك، ويتولى بوب ويل، مصلح الآلة الكاتبة الذي يدير مأوى لإنقاذ جرذ الأرض.
في واشنطن العاصمة، يتميز حدث دوبونت سيركل يوم غراوندهوغ ببوتوماك فيل، عينة أخرى من التحنيط. منذ ظهوره الأول في 2012 إلى 2018، كانت تنبؤات فيل الربيعية تتفق دائمًا مع توقعات بونكسوتاوناي فيل الأكثر حيوية، الذي وضع تنبؤاته قبل نصف ساعة. بالإضافة إلى ذلك، توقع فيل دائمًا بشكل صحيح ستة أشهر أخرى من الجمود السياسي. ومع ذلك، بعد اتهامه بالتواطؤ في عام 2018، تناقض بوتوماك فيل مع بونكسوتاوناي فيل في عام 2019، وتوقع أيضًا عامين آخرين من الجنون السياسي.
في رالي، نورث كارولاينا، حدث سنوي في متحف نورث كارولينا للعلوم الطبيعية يضم السير والتر والي. وفقًا لمسؤولي المتحف، كان والي محقًا بنسبة 58٪ من الوقت مقابل 39٪ لـ بونكسوتاوناي فيل.
في أماكن أخرى من الجنوب الأمريكي، يقوم الجنرال بيوريجارد لي بعمل تنبؤات من ليلبورن، جورجيا (لاحقًا مقاطعة بوتس، جورجيا). في جامعة دالاس في ايرفينغ، تكساس وقد تفاخر استضافة ثاني أكبر احتفال جرذ الأرض في العالم.

### كندا
يتم الاحتفال باليوم مع احتفالات مختلفة في مواقع أخرى في أمريكا الشمالية خارج الولايات المتحدة. نظرًا للمنطقة الزمنية الأطلسية في نوفا سكوشا، فإن شوبيناكادي سام يقوم بأول توقع ليوم جرذ الأرض في أمريكا الشمالية.  «يوم داكس» (من الكلاب الألمانية) هو يوم جرذ الأرض بلهجة ونينبورج، نوفا سكوشا.
في كندا الفرنسية، حيث يُعرف اليوم باسم Jour de la marmotte (يوم المرموط)، كان فريد لا مارموت من فال-ديسبوار  ممثلًا لمقاطعة كيبيك منذ عام 2009.  A أظهرت الدراسة أيضًا أنه في كيبيك، يُنظر إلى حيوان المرموط أو جرذ الأرض (سيفلوكس) على أنه حيوان شموع متنبئ بالطقس في بعض المناطق المتناثرة، لكن الدب هو الحيوان الأكثر شيوعًا.
ويتنبأ ويارتون ويلي سنويًا من ويارتون، أونتاريو.
بلزاك بيلي هو «متنبئ البراري»، وهو تعويذة بحجم رجل جرذ الأرض تتنبأ بالطقس في يوم جرذ الأرض من بلزاك، ألبرتا.

### روسيا
في عام 2017، كان من المقرر أن لوحظ في حدائق الحيوان في موسكو، يوم جرذ الأرض سانت بطرسبرغ، وسمارة، روسيا.

## صحة
في ولاية بنسلفانيا، أصبح بونكسوتاوناي فيل تقليدًا شائعًا. في 2 فبراير، سيجتمع الناس داخل المدينة لمعرفة ما إذا كان يتم الكشف عن ظل فيل أم لا. مع ذلك، يُزعم أنه سيحدد ما إذا كان الربيع سيبدأ قريبًا بعدم رؤية ظله، أو ما إذا كان الشتاء سيتبع ذلك لمدة ستة أسابيع أخرى.

### الإحصاء
يتم الاحتفاظ بإحصائيات بونكسوتاوناي في بواسطة نادي جرذ الأرض في ولاية بنسلفانيا الذي يعتني بالحيوان. تنبأ فيل بـ 103 تنبؤات لفصل الشتاء و 17 فقط لبداية الربيع.  أعطت معظم تقييمات دقة فيل دقة أقل مما كان متوقعًا مع فرصة عشوائية، حيث أعطى ستورمفاكس ألماناك تقديرًا بنسبة 39 ٪،  وأعطى عالم الأرصاد الجوية تيم روش من ويذر أندرجراوند معدل دقة بنسبة 36 ٪ بين عامي 1969 و 2016 (تم اختيار النطاق لأن بيانات الطقس المحلية كانت أكثر موثوقية من عام 1969 فصاعدًا) وسجل 47 ٪ في تلك الفترة الزمنية عند التنبؤ بأوائل الربيع. قامت المراكز الوطنية للمعلومات البيئية، باستخدام مقياس أساسي لدرجات الحرارة فوق العادية لأوائل الربيع ودرجات حرارة أقل من المعتاد لمزيد من الشتاء، بوضع دقة بونكسوتاوناي فيل عند 40٪ لفترة العشر سنوات السابقة لعام 2019.  وأفادت النتائج السيئة الأخرى من تحليل تقويم المزارعين (الذي كان معروفا نفسها لتوقعات دقة مشكوك فيها)، ودقة «بالضبط 50 في المئة»، وجمعية ناشيونال جيوغرافيك الإبلاغ عن نجاح 28٪ فقط.  لكن فريق ميدلبري كوليدج وجد أن التحليل طويل المدى لتنبؤات درجات الحرارة العالية / المنخفضة كان دقيقًا بنسبة 70٪، على الرغم من أنه عندما توقع جرذ الأرض أوائل الربيع كان ذلك خطأً في العادة.  قدرت عالمة الأرصاد الجوية الكندية سيندي داي أن «شوبينكادي سادي» في نوفا سكوشا لديه معدل دقة يبلغ حوالي 45٪ مقارنة بـ 25٪ لـ ويارتون ويلي في أونتاريو.
جزء من مشكلة تحديد معدل الدقة لجرذ الأرض هو أن ما يشكل ربيعًا مبكرًا لم يتم تحديده بوضوح. تستخدم تقييمات دقة جرذ الأرض الأخرى مثل جزيرة ستاتين تشاك معادلة موضوعية (في حالة Chuck، غالبية الأيام التي تصل إلى 40 درجة فهرنهايت (4 درجات مئوية) في مدينة نيويورك بين يوم جرذ الأرض والاعتدال في مارس).

### التقييم العلمي الزائف
كان التنبؤ القائم على سلوك الحيوان يُمنح مزيدًا من المصداقية في الماضي عندما أصبحت مخازن الطعام نادرة مع تقدم الشتاء.
تقول إحدى النظريات أن جرذ الأرض يخرج بشكل طبيعي من السبات في وسط ولاية بنسلفانيا في أوائل فبراير بسبب زيادة متوسط درجة الحرارة. بموجب هذه النظرية، إذا تمركزت الاستيطان الألماني شمالًا، فسيتم يوم جرذ الأرض في وقت لاحق.  ومع ذلك، فإن السلوك الملحوظ لجرذان جرذ الأرض في وسط نيوجيرسي هو أنهم يخرجون في الغالب من جحورهم في منتصف مارس، بغض النظر عن طقس يوم جرذ الأرض.
هناك عدة طرق مختلفة لتحديد موعد بدء الربيع، ولكن من خلال بعض الطرق الشائعة للقيام بذلك، يكون اليوم الأول من الربيع حوالي 20 مارس، والذي يكون دائمًا أقل من سبعة أسابيع بعد 2 فبراير، حتى في السنوات الكبيسة. كما أن فكرة «وصول الربيع مبكرًا» هي فكرة ذاتية للغاية يمكن القول إنها تشير إلى أي شيء تقريبًا، من عدة أيام إلى عدة أسابيع. على أي حال، يعتبر يوم جرذ الأرض بمثابة معلممناسب وغريب الأطوار للاحتفال بنهاية أحلك ثلاثة أشهر من العام (نوفمبر وديسمبر ويناير في نصف الكرة الشمالي)، ويغلق بشكل جيد مع عيد الهالوين، حيث تكون العطلتان متعاكستان وعلى مسافة متساوية تقريبًا في الوقت من الانقلاب الشتوي، حيث تبدأ احتفالات الهالوين بعد غروب الشمس وتجري في الليل، ويوم جرذ الأرض هو احتفال بشروق الشمس والصباح.

## عادات مماثلة
في كرواتيا وصربيا، للمسيحيين الأرثوذكس تقليد مفاده أنه في 2 فبراير (الشموع) أو 15 فبراير (سريتينجي، لقاء الرب)، سيستيقظ الدب من سبات الشتاء، وإذا رأى (يلتقي) بظله في هذا في حالة النعاس والارتباك، سيصاب بالخوف ويعود للنوم لمدة 40 يومًا إضافية، وبالتالي يطيل الشتاء. وبالتالي، إذا كان الجو مشمسًا في سريتينجي، فهذه علامة على أن الشتاء لم ينته بعد. إذا كان الجو غائما، فهذه علامة جيدة على أن الشتاء على وشك الانتهاء.
وبالمثل في ألمانيا، في 27 يونيو، يعترفون بيوم السبعة للنوم (سيبينشلافيرتاج). إذا هطل المطر في ذلك اليوم، فمن المفترض أن تكون بقية الصيف ممطرة. كذلك، يُعرف 15 يوليو في المملكة المتحدة بعيد القديس سويثن.  كان يعتقد تقليديًا أنه إذا هطل المطر في ذلك اليوم، فسوف تمطر لمدة 40 يومًا وليلة.

## الثقافة الشعبية
وعلى الرغم من إطلاق سراح 1979 من رانكين / باس خاص جاك فروست، والتي ظهرت بشكل بارز التراث الشعبي لهذا العيد، وذلك باستخدام مرموط خنزير الأرض لهذا الأسلوب من التكهن لم تحظ سمعة سيئة كتلة حتى الإفراج عن 1993 الكوميديا يوم جرذ الأرض مع بيل موراي وآندي ماكدويل. أصبح الفيلم في المرتبة 13 من حيث أعلى الإيرادات خلال العام، حيث حقق أكثر من 70 مليون دولار في شباك التذاكر.  مع مرور الوقت، أصبح الفيلم عبادة كلاسيكية وزاد بشكل كبير من الوعي والحضور في أحداث يوم جرذ الأرض.